# NGC 6871
NGC 6871 је расејано звездано јато у сазвежђу Лабуд које се налази на NGC листи објеката дубоког неба.
Деклинација објекта је + 35° 47' 24" а ректасцензија 20h 6m 27,0s. Привидна величина (магнитуда) објекта NGC 6871 износи 5,2. NGC 6871 је још познат и под ознакама OCL 148.